# Richard Thompson (atlet)
Richard Thompson (* 7. června 1985, Cascade) je sportovec, atlet reprezentující Trinidad a Tobago. Jeho specializací je sprint.
Na letních olympijských hrách 2008 v Pekingu získal stříbrnou medaili v běhu na 100 metrů časem 9,89 s. Na prvního Usaina Bolta ztrácel 20 setin sekundy a před třetím Walterem Dixem měl náskok dvou setin. O rok později doběhl na mistrovství světa v Berlíně ve finále na pátém místě v čase 9,93 s.

## Osobní rekordy
- 100 metrů – 9,89 s – 16. srpna 2008, Peking
- 200 metrů – 20,18 s – 30. května 2008, Fayetteville